# 公意報
《公意報》是中華民國陝西督軍署的機關報，由陝西督軍陳樹藩的岳父卢植瑞創辦於1916年7月6日。社址設於西安市東大街368號。社長由卢植瑞親任，史漢丞主編，張漢卿、李少白編撰。